# Страбичово
Страбичо́во (укр. Страбичово) — село в Горондовской сельской общине Мукачевского района Закарпатской области Украины.
Население по переписи 2001 года составляло 3386 человек. Почтовый индекс — 89655. Телефонный код — 3131. Занимает площадь 4,877 км². Код КОАТУУ — 2122787401.

## Известные уроженцы
- Василий Васильевич Кобин (1985) — украинский футболист, полузащитник.
- Иван Иванович Поп (1938 - 2023) — украинский историк-славист, публицист.